# Гори
Гори (груз. გორი) је град у Грузији, у регији Унутрашњи Картли. Налази се на обронцима Кавказа, на ушћу реке Лиахви у Куру, на надморској висини од 588 m. Удаљен је 88 km западно од Тбилисија. Гори је индустријски (претежно прехрамбена и текстилна индустрија) и универзитетски центар. Према процени из 2014. у граду је живело 48.143 становника.
Гори је у свету познат највише по томе што је родно место Јосифа Стаљина.

## Историја
По археолошким и нумизматичким налазима види се да је град насељен још у античком добу. Град се први пут помиње тек у VII веку, а значајније место у историји заузима за време владавине грузијског краља Давида «Градитеља» (1089—1125) који је проширио и уредио Гори. У великом земљотресу 1920. године град је великим делом уништен. Руске снаге су заузеле Гори 13. августа 2008. током рата у Грузији. Руска војска и осетинске снаге су се повукле из Горија 22. августа 2008.

## Становништво
Према процени, у граду је 2014. живело 48.143 становника.
| 1989.  | 2002.  | 2014.  |
| ------ | ------ | ------ |
| 68.924 | 49.137 | 48.143 |

## Знаменитости
Најпознатија знаменитост града је Стаљинов музеј, који је направљен тик поред његове родне куће. Његова родна кућа је сачувана, а над њом је направљен импозантни покров који подсећа на Грчке храмове.
У комплексу музеја се чува и вагон из воза којим је Стаљин путовао јер се плашио летења. Око музеја је парк око које су и са леве и десне стране Стаљинова улица. Две улице се спајају испред музеја у и постају Стаљинова авенија.
Изнад града је средњовековна тврђава Гористсикхе, а у околини су археолошки остаци древног града у камену Уплистсикхе, низа манастира од којих је најзначајнији Атина Сионска и црква Гориџвари у којој почива глава св. Ђорђа.